# أكاذيب في زمن الحرب
اكاذيب الحرب هي الرواية شبه سيرة ذاتية للكاتب لويس بيجلي نشرت لأول مرة في عام 1991. تدور أحداثها في بولندا خلال سنوات الاحتلال النازي حول شخصيتين من عائلة يهودية من الطبقة الوسطى العليا وهي امرأة شابة مع ابن اخوها، الذين يتجنبون اضطهاد اليهود من خلال التضاهر بالهوية الكاثوليكية. يذكر الصبي، الذي يروي القصة من نقطة بعيدة في الزمن، كيف تعلم الكذب في صغره من أجل البقاء على قيد الحياة، حيث كانت حياته عبارة عن "اكاذيب في زمن الحرب".
حازت الرواية على جائزة مؤسسة همنغواي/PEN في عام 1991. اما النسخة الفرنسية، Une éducation polonaise، حازت بجائزة جائزة "ميديسيس للأدب الاجنبي" في عام 1992.

## ملخص الواية
ماكسيك وعمته تانيا وهما يهود من بولندا يخوضون الحرب العالمية الثانية، من خلال الحصول على أوراق الآريين (وهي وثائق مزورة استخدمها اليهود للتضاهر بأنهم غير يهود)، لتجنب الاعتقال.  تتبع الرواية حياة ماكسيك، الذي يبلغ الآن الخمسين عاماً ويهتم بمأساة عواقب طفولته الكاذبة التي حولت بقية حياته إلى حكاية لا تنتهي.

## التكييف السينمائي
تواصل المخرج ستانلي كوبريك مع الكاتب إسحاق باشيفيس سينغر عام 1976،  الحائز على جائزة نوبل للأدب في عام 1978، لكتابة سيناريو عن المحرقة، لكنه لم يوافق قائلا، "لا اعرف اي شيء عنها". تعلق المشروع حتى نشر كتاب بيجلي عام 1991. في عام 1993 قدمت وارنر برودرز الفيلم تحت عنوان "الأوراق الآرية"، وكتب السيناريو من قبل كوبريك. تم الاتفاق مع أوما ثورمان للقيام بالدور الرئيسي. لكن توقف المشروع بعدما اصبح معروفا أن فيلم ستيفن سبيلبرغ ذو موضوع مماثل "قائمة شيندلر" سيكون منافساً في شباك التذاكر في وقت الإصدار، تم وقف المشروع مع العديد من الأدوار التي تم العمل عليها بالفعل: جوزيف مازيلو كابن الأخ ، جوهانا تيري ستيج  في الدور الرئيسي، وعيّن إليمير راجالي كمصور السينمائي. لكن بالرعم من هذه الظروف، صرحت كريستيان كوبريك زوجة ستانلي، أن العمل على الفيلم سبب بخسارة فادحة لكوبريك، ادت به لحالة اكتئاب شديدة للغاية. 
وظـِف ويليام موناهان لتكييف رواية اكاذيب في زمن الحرب لشركة وارنر المستقلة بالتعاون مع انتاج جون ويلز .
ذكذلك ذُكر ان لوكا غوادانينو يأمل في إدارة فيلم مقتبس من الرواية عام 2020،  وأنه قام بمراجعة اوراق كوبريك حول المشروع، التي عُقدت في أرشيف ستانلي كوبريك في جامعة الفنون في لندن. 

## الروابط الخارجية
- مراجعة لوريل جريبر في صحيفة نيويورك تايمز (5 مايو 1991)
- مقابلة مع لويس بيجلي من أرشيفات مؤسسة الكتاب الوطنية حول أصل الكذب في وقت الحرب
- Unfolding Aryan Papers: a documentary about Kubrick's unmade film على يوتيوب
- "Review of "Unfolding the Aryan Papers"". مؤرشف من الأصل في 2011-12-12.
- Goldmann، A. J. (21 أغسطس 2005). "Eyes Wide Open (his unmade films)". Haaretz. Tel Aviv. مؤرشف من الأصل في 2017-03-15.
- [http://www.imdb.com/name/nm5839/ Elemér Ragályi

] في قاعدة بيانات الأفلام على الإنترنت